# Camille Dhont
Camille Dhont (Wevelgem, 12 juni 2001), vooral bekend als kortweg Camille, is een Belgische zangeres en actrice uit Wevelgem. Ze brak door dankzij haar rol in de jeugdserie #LikeMe (2019–2023) en scoorde hits met nummers als Vergeet de tijd (met Regi), Vuurwerk en Geen tranen meer over. Als Miss Poes won ze in 2022 het tweede seizoen van The Masked Singer.

## Biografie
Dhont deed in 2013 auditie bij The Voice Kids, maar geen enkele van de coaches draaide om. Ze maakte in 2017 deel uit van het ensemble van de musical De ridders van de ronde keukentafel van Deep Bridge. Als zangeres werd ze bekend door enkele filmpjes op onder andere YouTube waarin ze allerlei covers zong. Vervolgens trad ze in 2017 op bij Marathonradio op de Vlaamse radiozender MNM (onder haar eigen naam) en bij Qmusic onder de naam Milo.
In 2019 was Camille voor het eerst te zien in de Ketnet-serie #LikeMe, waarin ze het personage Camille Van Beem speelde. Op 7 april 2019 gaf ze met de rest van de #LikeMe-cast twee concerten in de Lotto Arena in Antwerpen, gevolgd door een concerttournee in diverse Vlaamse steden en gemeenten.
Ze was in het voorjaar van 2020 ook te zien in het tweede seizoen van #LikeMe. In 2020 was ze frontzangeres naast Dean Delannoit in de coverband Pluto Was A Planet. Camille won de Kids' Choice Award 2020 van Nickelodeon voor favoriet aanstormend talent. Later dat jaar zong ze de single Vergeet de tijd van de Belgische dj Regi Penxten in en scoorde daarmee een grote hit in Vlaanderen: het nummer reikte tot de vierde plaats van de Ultratop 50 en werd een nummer 1-hit in de Vlaamse Top 50. Ook de opvolger Vechter, opnieuw een samenwerking met Regi, scoorde goed.
Nadat Camille in 2020 haar eerste platencontract had getekend bij CNR Records, verscheen op 26 maart 2021 haar eerste solosingle: Vuurwerk. Deze groeide in Vlaanderen uit tot de grootste Nederlandstalige hit van het jaar. Vuurwerk stond 40 weken in de Ultratop 50 en werd bekroond met dubbel platina. In juni 2021 bracht de zangeres haar eerste soloalbum uit, eveneens Vuurwerk genaamd. Het album kwam in de Vlaamse albumlijst binnen op de eerste plaats.
In 2022 was ze, samen met drie andere gezichten, STIP IT-ambassadrice in de Week Tegen Pesten. Ze bracht met het zelfgeschreven Diamant – van haar tweede album – haar tweede solo-single uit als campagnelied tegen pesten. Ze nam ook deel aan het tweede seizoen van het televisieprogramma The Masked Singer, vermomd als het personage Miss Poes. Ze behaalde de finale en werd verkozen tot winnares. In september 2021 nam ze deel aan het VTM-programma Liefde voor Muziek, dat in het voorjaar van 2022 werd uitgezonden. In de zomer van 2022 had Camille met Geen tranen meer over opnieuw een grote hit en trad ze onder meer op bij Zomerhit, Vlaanderen Feest en Tien om te Zien.
Eind augustus 2022 verscheen haar tweede soloalbum SOS, dat net als Vuurwerk op nummer 1 debuteerde. Kort daarna, in november 2022, gaf Camille vijf uitverkochte concerten in de Lotto Arena in Antwerpen. Naar aanleiding van deze concerten werd een tweedelige documentaire over haar gemaakt waarin haar werk voor en achter de schermen van de shows werd getoond. Ook was te zien hoe ze een eigen kledinglijn bij JBC creëerde. Op 16 november 2022 kondigde ze via haar Instagrampagina aan dat ze een relatie heeft met haar tourmanager. Zo kondigde ze ook haar SOS-Tour door Vlaanderen in 2023 aan. Verder was ze terug te zien in het vierde en laatste seizoen van #LikeMe, nadat ze in het derde seizoen slechts twee afleveringen te zien was.
Eind 2021 raakte bekend dat Camille een platencontract had getekend bij Sony Music Germany. Op 14 april 2023 verscheen haar eerste Duitstalige single Feuerwerk, een vertaling van haar debuutsingle Vuurwerk. In eerste instantie is het de bedoeling dat ze in het Duits drie singles en een album uit zal brengen.
In 2022 werden de Belgische schrijver Danny De Vos en de Nederlandse striptekenares Renée Rienties door Standaard Uitgeverij gevraagd om een stripreeks rond Camille te creëren. In augustus 2023 verscheen het eerste deel Camille - Niet te stoppen!.
Vanaf 5 januari 2024 speelt Camille als Milo de hoofdrol in de telenovelle Milo op de televisiezender VTM. De serie heeft 300 afleveringen en is gepland tot 2025 door te lopen.

## Televisie
- #LikeMe (2019-2024) - als Camille Van Beem
- Regi Academy (2021) - als presentatrice
- De Cooke & Verhulst Show (2021) - als gaste
- The Masked Singer (2022) - als Miss Poes
- Liefde voor muziek (2022) - als zichzelf
- Camille, welkom in mijn leven (2022) - als zichzelf
- Ik ben Camille (2022-2024) - als zichzelf
- Vrede op aarde (2022) - als gaste
- Het Huis (2022) - als zichzelf
- The Masked Singer (2023) - als Miss Poes (gastoptreden)
- Tulpen uit Antwerpen (2023) - als zichzelf
- Milo (2024-heden) - als Milo van Belle
- Bar Goens (2025) - als gaste
- Dancing With The Stars (2025) - als gaste

## Discografie

### Albums
| Album met hitnotering(en) in de Vlaamse Ultratop 200 albums | Datum van verschijnen | Datum van binnenkomst | Hoogste positie | Aantal weken | Opmerkingen |
| ----------------------------------------------------------- | --------------------- | --------------------- | --------------- | ------------ | ----------- |
| Vuurwerk                                                    | 26-06-2021            | 04-07-2021            | 1 (1wk)         | 169          | Goud        |
| SOS                                                         | 25-08-2022            | 03-09-2022            | 1 (13wk)        | 152*         | Platina     |
| Magie                                                       | 26-08-2023            | 02-09-2023            | 1 (2wk)         | 103*         | Goud        |
| Circus                                                      | 30-07-2025            | 09-08-2025            | 1 (2wk)         | 2*           |             |

### Singles
| Single met hitnotering(en) in de Vlaamse Ultratop 50 | Datum van verschijnen | Datum van binnenkomst | Hoogste positie | Aantal weken | Opmerkingen                                                            |
| ---------------------------------------------------- | --------------------- | --------------------- | --------------- | ------------ | ---------------------------------------------------------------------- |
| Vergeet de tijd                                      | 25-09-2020            | 02-10-2020            | 4               | 21           | met Regi / Platina Nr. 1 in de Vlaamse Top 50                          |
| Vechter                                              | 13-11-2020            | 21-11-2020            | 7               | 18           | met Regi / Uit Liefde voor muziek / Platina Nr. 2 in de Vlaamse Top 50 |
| Vuurwerk                                             | 26-03-2021            | 02-04-2021            | 4               | 40           | Dubbel platina Nr. 1 in de Vlaamse Top 50                              |
| Diamant                                              | 04-02-2022            | 12-02-2022            | 4               | 18           | Nr. 1 in de Vlaamse Top 30                                             |
| Lift U Up / Hou Vol                                  | 08-04-2022            | 16-04-2022            | 38              | 2            | Uit Liefde voor muziek Nr. 4 in de Vlaamse Top 30                      |
| Beter zo                                             | 08-05-2022            | 22-05-2022            | 18              | 7            | Uit Liefde voor muziek Nr. 4 in de Vlaamse Top 30                      |
| Geen tranen meer over                                | 01-07-2022            | 10-07-2022            | 2               | 21           | Nr. 1 in de Vlaamse Top 30                                             |
| In de regen                                          | 08-09-2022            | 17-09-2022            | 9               | 20           | Nr. 1 in de Vlaamse Top 30                                             |
| Licht                                                | 18-12-2022            | 25-12-2022            | 9               | 19           | Nr. 2 in de Vlaamse Top 30                                             |
| Rihanna                                              | 19-05-2023            | 28-05-2023            | 5               | 18           | Nr. 1 in de Vlaamse Top 30                                             |
| Magie                                                | 25-08-2023            | 02-09-2023            | 8               | 15           | Nr. 2 in de Vlaamse Top 30                                             |
| Ademnood                                             | 06-12-2023            | 16-12-2023            | 21              | 15           | Nr. 4 in de Vlaamse Top 30                                             |
| Insomnia                                             | 09-04-2024            | 21-04-2024            | 42              | 2            | Nr. 7 in de Vlaamse Top 30                                             |
| Oeh la la la                                         | 12-06-2024            | 23-06-2024            | 22              | 14           | Nr. 3 in de Vlaamse Top 30                                             |
| Ingewikkeld                                          | 11-04-2025            | 19-04-2025            | 27              | 8            | Nr. 3 in de Vlaamse Top 30                                             |
| Oostende                                             | 12-06-2025            | 21-06-2025            | 21              | 8*           | Nr. 3 in de Vlaamse Top 30                                             |

## Prijzen
| Jaar | Prijs                      | Categorie                                          | Resultaat   |
| ---- | -------------------------- | -------------------------------------------------- | ----------- |
| 2020 | Kids' Choice Awards        | Favoriete aanstormend talent                       | Gewonnen    |
| 2020 | Het gala van de gouden K's | Grave griet van het jaar                           | Gewonnen    |
| 2020 | Het gala van de gouden K's | Outfit van het jaar                                | Gewonnen    |
| 2020 | Het gala van de gouden K's | Ketnet acteur/actrice van het jaar                 | Genomineerd |
| 2021 | Radio 2 Zomerhit           | Zomerhit (Vuurwerk)                                | Genomineerd |
| 2021 | Music Industry Awards 2021 | Hit van het jaar (Vuurwerk)                        | Genomineerd |
| 2021 | Music Industry Awards 2021 | Beste vrouwelijke artiest                          | Genomineerd |
| 2021 | Music Industry Awards 2021 | Beste doorbraak                                    | Genomineerd |
| 2021 | Het gala van de gouden K's | Hit van het jaar (Vuurwerk)                        | Genomineerd |
| 2021 | Het gala van de gouden K's | Beste artiest                                      | Gewonnen    |
| 2022 | Kids' Choice Awards        | Favoriete ster België                              | Gewonnen    |
| 2022 | Q-Pop                      | Hit van het jaar Qmusic BE (Geen tranen meer over) | Genomineerd |
| 2022 | Music Industry Awards 2022 | Nederlandstalig                                    | Gewonnen    |
| 2022 | Music Industry Awards 2022 | Solo vrouw                                         | Genomineerd |
| 2022 | Music Industry Awards 2022 | Live act                                           | Genomineerd |
| 2022 | Music Industry Awards 2022 | Pop                                                | Gewonnen    |
| 2022 | Het gala van de gouden K's | Artiest                                            | Gewonnen    |
| 2022 | Het gala van de gouden K's | Hit van het jaar (Geen tranen meer over)           | Genomineerd |
| 2022 | Belg van het jaar (HLN)    | Belg van het jaar 2022                             | Genomineerd |
| 2023 | De Jamies                  | Dans & Muziek                                      | Genomineerd |
| 2023 | Radio 2 Zomerhit           | Zomerhit (Rihanna)                                 | Genomineerd |
| 2023 | Music Industry Awards 2023 | Hit van het jaar (Rihanna)                         | Genomineerd |
| 2023 | Music Industry Awards 2023 | Nederlandstalig                                    | Genomineerd |
| 2023 | Music Industry Awards 2023 | Pop                                                | Genomineerd |
| 2023 | Het gala van de gouden K's | Artiest van het jaar                               | Genomineerd |
| 2023 | Het gala van de gouden K's | Hit van het jaar (Rihanna)                         | Genomineerd |
| 2024 | Radio 2 Zomerhit           | Zomerhit (Oeh La La La)                            | Genomineerd |
| 2024 | Het gala van de gouden K's | Artiest van het jaar                               | Genomineerd |
| 2024 | Het gala van de gouden K's | Hit van het jaar (Oeh La La La)                    | Genomineerd |
| 2025 | Radio 2 Zomerhit           | Zomerhit (Oostende)                                |             |